# Праджасута, Франциск Ксаверий Рочарджанта
Франциск Ксаверий Рочарджанта Праджасута (индон. Fransiskus Xaverius Rocharjanta Prajasuta MSF, 3 ноября 1931 года, Нгунтаранади, Голландская Ост-Индия — 28 июля 2015, Джокьякарта, Индонезия) — католический прелат, епископ Банджармасина с 6 июня 1983 по 14 июня 2008 год, член монашеской конгрегации «Миссионеры святого Семейства».

## Биография
19 декабря 1959 года Франциск Ксаверий Рочарджанта Праджасута был рукоположён в священника в монашеской конгрегации «Миссионеры святого Семейства».
6 июня 1983 года Римский папа Иоанн Павел II назначил Франциска Ксаверия Рочарджанту Праджасуту епископом Банджармасина. 23 октября 1983 года состоялось рукоположение Франциска Ксаверия Рочарджанты Праджасуты в епископа, которое совершил апостольский викарий Банджармасина епископ Гийом Жан Демарто в сослужении с епископом Маланга Франциском Ксаверием Судартантой и архиепископом Понтианака Иеронимом Геркуланусом Бумбуном.
14 июня 2008 года Франциск Ксаверий Рочарджанта Пражасута подал в отставку.